# Pièces commémoratives et pièces de collection maltaises
Des pièces commémoratives et des pièces de collection sont émises par la Monnaie de Malte depuis novembre 1972. L’État maltais, indépendant du colonisateur britannique depuis le 21 septembre 1964, garde la monnaie britannique jusqu'à la mise en œuvre des directives de la commission de décimalisation. Malte émet ses premières monnaies en Libbra Maltija (livre maltaise) en 1972, en remplacement des monnaies en Pound Sterling (Livre sterling). En même temps il collabore avec l'ordre souverain de Malte pour émettre ses premières pièces commémoratives en or et en argent.

## Pièces de collection en collaboration avec l'ordre souverain de Malte (1972-1976)
Malte collabore avec l'ordre souverain de Malte à la suite d'accords datant de mai 1972 et valable pour une durée de quatre ans. Il s'agit d'un échange de procédés, l'Ordre fournissait deux presses de frappe à l’État maltais pour lui permettre d'être autonome - la Monnaie de Malte, sous la responsabilité de la banque centrale de Malte, est créée en décembre 1973 - et l'ordre a en échange les droits exclusifs de vente des pièces d'or et d'argent. Seront émises sous ce régime cinq séries en BU - brillant universel - la première frappée à Rome par la monnaie de l'Ordre, les suivantes à La Valette :
- première série en 1972, avers emblème de l’État maltais ;
  - Lm50, or 0,916, revers statue de Neptune (cours du Palais présidentiel)
  - Lm20, or 0,916, ∅ 19 mm, 6 g, revers Merrill (oiseau national maltais)
  - Lm10, or 0,916, revers Kenur (brasero de pierre traditionnel)
  - Lm5, or 0,916, revers carte de l'archipel maltais éclairé par un flambeau
  - Lm2, argent 0,987, ∅ 32 mm, 10 g, revers fort Saint-Angelo
  - Lm1, argent 0,987, ∅ 32,2 mm, 10 g, revers Manwel Dimech (1860-1921).
- deuxième série en 1973, avers emblème de l’État maltais ;
  - Lm50, or 0,916, revers Berġa ta' Kastilja (auberge de Castille)
  - Lm20, or 0,916, ∅ 19 mm, 6 g, revers Il-Funtana tad-Delfini (fontaine des Dauphins)
  - Lm10, or 0,916, revers Gardjola (Watch Tower)
  - Lm2, argent 0,987, ∅ 32 mm, 10 g, revers Il-Bieb tal-Imdina (porte de Mdina)
  - Lm1, argent 0,987, ∅ 32,2 mm, 10 g, revers sir Temi Zammit (1864-1935)
- troisième série en 1974, avers emblème de l’État maltais ;
  - Lm50, or 0,916, revers pièce romaine (première pièce maltaise)
  - Lm20, or 0,916, ∅ 19 mm, 6 g, revers Gozo Boat (bateau maltais à voiles latines)
  - Lm10, or 0,916, revers Widnet il-Bahar (fleur maltaise)
  - Lm4, argent 0,987, ∅ 38 mm, 20 g, revers porte de Cottonera
  - Lm2, argent 0,987, ∅ 32 mm, 10 g, revers Francesco Giovanni Abela (1582-1655)
- quatrième série en 1975, émise avec deux avers différents, une première émission avec l'emblème de l’État maltais et une deuxième émission en fin d'année avec le nouvel emblème de la République de Malte ;
  - Lm50, or 0,916, revers balcon ornemental en pierre
  - Lm20, or 0,916, ∅ 19 mm, 6 g, revers Il-Qabru (crabe maltais)
  - Lm10, or 0,916, revers Maltese Falcon (faucon maltais)
  - Lm4, argent 0,987, ∅ 38 mm, 20 g, revers fort Sainte-Agatha de Qammiegh
  - Lm2, argent 0,987, ∅ 32 mm, 10 g, revers Alfonso Maria Galea (1861-1941)
- cinquième série en 1976, avers emblème de la République de Malte ;
  - Lm50, or 0,916, revers heurtoir de porte traditionnel
  - Lm20, or 0,916, revers Kangu ta' Filfa (oiseau maltais de l'île de Filfa)
  - Lm10, or 0,916, revers Swallaw tail Butterfly (papillon maltais)
  - Lm4, argent 0,987, ∅ 38 mm, 20 g, revers porte du fort Manoel
  - Lm2, argent 0,987, ∅ 32 mm, 10 g, revers Ġuże' Ellul Mercer (1897-1961)

## Pièces de collection en collaboration avec Spink & Son Ltd (1977)
En 1977, un nouvel accord, qui ne durera qu'une année, est passé avec Spink & Son Ltd de Londres qui commercialise les émissions. Cette nouvelle série est émise en deux états, en Proof par la Birmingham Mint en Grande-Bretagne et en BU par la Malta Mint.
La sixième série émise en 1977, avers  emblème de la République de Malte :
- Lm100, or 0,916, revers statue les Gavroches
- Lm50, or 0,916, revers Mnara (lampe maltaise en terre cuite)
- Lm25, or 0,916, ∅ 22 mm, 7,99 g, revers monnaie romaine
- Lm5, argent 0,925, ∅ 38 mm, 28,28 g, revers moulin à vent Xarolla de Zurrieq
- Lm2, argent 0,925, ∅ 30 mm, 11,31 g, revers Luigi Preziosi (1888-1965)
- Lm1, argent 0,925, ∅ 23,5 mm, 5,66 g, revers Kelb tal-Fenek (chien du Pharaon)

## Pièces de collection de la Monnaie maltaise (1979-2007)
À partir de l'année 1978, sans émission, la Monnaie de Malte prend en main toute sa production monétaire en émettant des pièces en livre maltaise jusqu'à l’arrivée de l'euro.
- 1979
  - Lm1, argent 0,925, BU , ∅  mm, 5,66 g, End of Military Facilities ( Fin des facilités militaires), tirage
  -  : Lm1, argent 0,925, proof , ∅  mm, 5,66 g, End of Military Facilities ( Fin des facilités militaires), tirage
- 1981
  - Lm2, argent 0,925, BU, ∅ 30 mm, 11,31 g, FAO - World food Day (FAO - Journée mondiale pour la faim), tirage
  - Lm5, argent 0,925, proof , ∅ 38,61 mm, 28,28 g, UNICEF, tirage :
  - Lm5, argent 0,925, pierfort , ∅ 38,61 mm, 56,56 g, UNICEF, tirage :
- 1983
  - Lm5, argent 0,925, BU , ∅ 38,61 mm, 28,28 g, IYDP - Architectural Barriers (IYDP - Barrières architecturales), tirage :
  - Lm5, argent 0,925, proof , ∅ 38,61 mm, 28,28 g, IYDP - Architectural Barriers (IYDP - Barrières architecturales), tirage :
  - Lm5, argent 0,925, pierfort , ∅ 38,61 mm, 56,56 g, IYDP - Architectural Barriers (IYDP - Barrières architecturales), tirage :
  - Lm100, or 0,916, BU, ∅  mm, 15,98 g, IYDP - Understanding (IYDP - Compréhension), tirage :
  - Lm100, or 0,916, proof, ∅  mm, 15,98 g, IYDP - Understanding (IYDP - Compréhension), tirage :
  - Lm100, or 0,916, pierfort, ∅  mm, 31,96 g, IYDP - Understanding (IYDP - Compréhension), tirage :
- 1984
  - Lm1, cupro-nickel, ∅  mm, g, FAO Konferenza Dinjija Tas-Sajd 1983-84 (FAO Conférence mondiale pour la pêche), tirage :
  - Lm5, argent 0,925, proof , ∅ 38,61 mm, 28,28 g, FAO Konferenza Dinjija Tas-Sajd 1983-84 (FAO Conférence mondiale pour la pêche), tirage :
  - Lm5, argent 0,925, proof , ∅ 38,61 mm, 28,28 g, United Nations - Decade for Women (Nations unies - Décade pour les femmes), tirage :
- 1988
  - Lm5, argent 0,925, BU , ∅ 38,61 mm, 28,28 g, 20 Anniversarju Bank Ċentrali Ta' Malta  1968-1988 (20e anniversaire de la Banque centrale de Malte), revers : Bâtiment de la banque centrale de Malte, tirage :
  - Lm5, argent 0,925, proof , ∅ 38,61 mm, 28,28 g, 20 Anniversarju Bank Ċentrali Ta' Malta  1968-1988 (20e anniversaire de la Banque centrale de Malte), revers : Bâtiment de la banque centrale de Malte, tirage :
  - Lm5, argent 0,925, pierfort , ∅ 38,61 mm, 56,56 g, 20 Anniversarju Bank Ċentrali Ta' Malta  1968-1988 (20e anniversaire de la Banque centrale de Malte), revers : Bâtiment de la banque centrale de Malte, tirage : 5 000
- 1989
  - Lm2, argent 0,925, BU, ∅  mm, g, Indipendenza 1964 - XXV Anniversarju - Giogio Borg Olivier 1911-1980 (Indépendance 1964 - 25e anniversaire), tirage :
  - Lm2, argent 0,925, proof, ∅  mm, g, Indipendenza 1964 - XXV Anniversarju - Giogio Borg Olivier 1911-1980 (Indépendance 1964 - 25e anniversaire), tirage :
  - Lm100, or 0,916, BU, ∅ 25 mm, 17 g, Indipendenza 1964 - XXV Anniversarju - Giogio Borg Olivier 1911-1980 (Indépendance 1964 - 25e anniversaire), tirage :
  - Lm100, or 0,916, proof, ∅ 25 mm, 17 g, Indipendenza 1964 - XXV Anniversarju - Giogio Borg Olivier 1911-1980 (Indépendance 1964 - 25e anniversaire), tirage :
- 1990
  - Lm5, argent 0,925, BU , ∅ 38,61 mm, 28,28 g, Żjjara Pastorali Tal-Q. T. Papa Ġwann Pawlu II - 25-27.V.1990 (Visite pastorale du pape Jean-Paul II - 25-27.5.1990), tirage : 5 000
  - Lm5, argent 0,925, proof , ∅ 38,61 mm, 28,28 g, Żjjara Pastorali Tal-Q. T. Papa Ġwann Pawlu II - 25-27.V.1990 (Visite pastorale du pape Jean-Paul II - 25-27.5.1990), tirage : 4 000
  - Lm5, argent 0,925, BU, ∅ 38,61 mm, 28,28 g, 20th Anniversarju Ftehim Ta' Assoċjazzjoni Malta-KEE (20e anniversaire des accords d'association Malte-CEE), tirage :
  - Lm5, argent 0,925, proof , ∅ 38,61 mm, 28,28 g, 20th Anniversarju Ftehim Ta' Assoċjazzjoni Malta-KEE (20e anniversaire des accords d'association Malte-CEE), tirage : 4 000
- 1991
  - Lm5, argent 0,925, proof , ∅ 38,61 mm, 28,28 g, Save the Children Fund - The Right to be Child (Fonds pour sauver les enfants - Le droit pour les enfants), tirage : 20 000
- 1992
  - Lm5, argent 0,925, BU, ∅ 38,61 mm, 28,28 g, 50th Anniversary George Cross Award To Malta (50e anniversaire de l'attribution à Malte de la George Cross), tirage :
  - Lm5, argent 0,925, proof , ∅ 38,61 mm, 28,28 g, 50th Anniversary George Cross Award To Malta (50e anniversaire de l'attribution à Malte de la George Cross), tirage : 10 000
  - Lm25, or 0,916, proof-like, 9,3 mm, 4 g, 50th Anniversary George Cross Award To Malta (50e anniversaire de l'attribution à Malte de la George Cross), tirage :
- 1993
  - Lm1, cupronickel, ∅  mm, 26 g, 430 Years in Defence of Christian Europe (430 ans de défense de l'Europe chrétienne), tirage :
  - Lm5, argent 0,925, proof, ∅ 38,61 mm, 28,28 g, 430 Years in Defence of Christian Europe (430 ans de défense de l'Europe chrétienne), tirage :
  - Lm25, or 0,916, proof, ∅  mm, 6,72 g, 430 Years in Defence of Christian Europe (430 ans de défense de l'Europe chrétienne), tirage :
  - Lm5, argent 0,925, BU, ∅ 38,61 mm, 28,28 g, 25 Anniversarju Bank Ċentrali Ta' Malta  1968-1993 (25e anniversaire de la Banque centrale de Malte), revers : Giovanni Felice (1899-1977), tirage :
  - Lm5, argent 0,925, proof, ∅ 38,61 mm, 28,28 g, 25 Anniversarju Bank Ċentrali Ta' Malta  1968-1993 (25e anniversaire de la Banque centrale de Malte), revers : Giovanni Felice (1899-1977), tirage : 1 500
  - Lm5, argent 0,925, proof, ∅ 38,61 mm, 28,28 g, avers : Collegium Melitense - Università Ta' Malta 1592-1769-1992 (Université de Malte), revers : F. Hugo De Loubenx Verdala - F. Emmanuel Pinto, tirage :
  - Lm5, argent 0,925, proof, ∅ 38,61 mm, 28,28 g, World Cup '94 (Coupe du Monde de football 1994), tirage :
- 1995
  - Lm5, argent 0,925, proof, ∅ 38,61 mm, 28,28 g, Ħamsi Sena Nazzjonijiet Unit - Fl-Għaqda L-Paċi (Cinquante ans des Nations unies - La Paix dans l'unité), tirage : 125 000
- 1996
  - Lm5, argent 0,925, proof, ∅ 38,61 mm, 28,28 g, Olympic Games 1996 (Jeux olympiques 1996), tirage :
- 1997
  - Lm5, argent 0,925, proof, ∅ 38,61 mm, 28,28 g, Ġħat-Tfal Tad-Dinja (Les enfants de la Terre) UNICEF, tirage : 25 000
- 1998
  - Lm5, argent 0,925, proof, ∅ 38,61 mm, 28,28 g, 30 Anniversarju Bank Ċentrali Ta' Malta (30e anniversaire de la Banque centrale de Malte) 1968-1998, tirage : 1 500
  - Lm5, argent 0,925, proof, ∅ 38,61 mm, 28,28 g, 200 Sena Mill-Qawmien Kontra L-Franċiżi (Bicentenaire du soulèvement contre les Français) 1798-1998, tirage : 1 500
- 2000
  - Lm5, argent 0,925, proof, 40 × 20 mm, 15 g, New Millennium A.D. 2000, tirage : 32 000
- 2004
  - Lm25, or 0,9167, proof-like, ∅ 19,3 mm, 4 g, Malta Fl-Unioni Ewropea I Ta' Meiju 2004 (Accession à l'Union Européenne le 1er mai 2004), tirage : 6 000

### Séries des bateaux maltais
- 1984 : Lm5, argent 0,925, proof, ∅ 35,2 mm, 20 g, Strangier 1813, Maltese Maritime History (Histoire maritime maltaise), tirage : 15 000
- 1984 : Lm5, argent 0,925, proof, ∅ 35,2 mm, 20 g, Tigre 1839, Maltese Maritime History (Histoire maritime maltaise), tirage : 15 000
- 1984 : Lm5, argent 0,925, proof, ∅ 35,2 mm, 20 g, Providenza 1844, Maltese Maritime History (Histoire maritime maltaise), tirage : 15 000
- 1984 : Lm5, argent 0,925, proof, ∅ 35,2 mm, 20 g, Wignacourt 1844, Maltese Maritime History (Histoire maritime maltaise), tirage : 15 000
- 1985 : Lm5, argent 0,925, proof, ∅ 35,2 mm, 20 g, Malta 1862, Maltese Maritime History (Histoire maritime maltaise), tirage : 15 000
- 1985 : Lm5, argent 0,925, proof, ∅ 35,2 mm, 20 g, Tagliaferro 1882, Maltese Maritime History (Histoire maritime maltaise), tirage : 15 000
- 1985 : Lm5, argent 0,925, proof, ∅ 35,2 mm, 20 g, L'Isle Adam 1883, Maltese Maritime History (Histoire maritime maltaise), tirage : 15 000
- 1985 : Lm5, argent 0,925, proof, ∅ 35,2 mm, 20 g, Maria Dacoutros 1902, Maltese Maritime History (Histoire maritime maltaise), tirage : 15 000
- 1986 : Lm5, argent 0,9925, proof, ∅ 35,2 mm, 20 g, Valletta City 1917, Maltese Maritime History (Histoire maritime maltaise), tirage : 15 000
- 1986 : Lm5, argent 0,925, proof, ∅ 35,2 mm, 20 g, Knight of Malta 1929, Maltese Maritime History (Histoire maritime maltaise), tirage : 15 000
- 1986 : Lm5, argent 0,925, proof, ∅ 35,2 mm, 20 g, Saver 1943, Maltese Maritime History (Histoire maritime maltaise), tirage : 15 000
- 1986 : Lm5, argent 0,925, proof, ∅ 35,2 mm, 20 g, Dwejra II 1969, Maltese Maritime History (Histoire maritime maltaise), tirage : 15 000
- 1994 : Lm5, argent 0,925, proof, ∅ 38,61 mm, 28,28 g, Valletta, Ship Explorer (Bateau d'exploration), tirage :
- 2002 : Lm10, or 0,999, proof-like, ∅ 13,92 mm, 1,24 g, Xprunara, tirage : 25 000

### Séries personnalités maltaises
- 1999 : Lm5, argent 0,925, proof, ∅ 38,61 mm, 28,28 g, Mattia Preti (1613-1699), tirage : 5 000
- 2001 : Lm5, argent 0,925, proof, ∅ 38,61 mm, 28,28 g, Enrico Mizi (1885-1950) Prim Ministru 1950, tirage : 2 000
- 2002 : Lm5, argent 0,925, proof, ∅ 38,61 mm, 28,28 g, Nicolò Isouard (1775-1818), tirage : 2 000
- 2003 : Lm5, argent 0,925, proof, ∅ 38,61 mm, 28,28 g, sir Adriano Dingli (1817-1030), tirage : 2 000
- 2004 : Lm5, argent 0,925, proof, ∅ 38,61 mm, 28,28 g, Giuseppe Calì (1846-1930), tirage : 2 000
- 2006 : Lm5, argent 0,925, proof, ∅ 38,61 mm, 28,28 g, sir Themistokle Zammit (1864-1935), tirage : 15 000
- 2007 : Lm5, argent 0,925, proof, ∅ 38,61 mm, 28,28 g, Jean de la Valette (1494-1568), tirage : 15 000
- 2007 : Lm25, or 0,920, proof-like, ∅ 21 mm, 6,5 g, Jean de la Valette (1494-1568), tirage : 2 000